# فيكتور فيكسيلبيرغ
فيكتور فيكسيلبيرغ (بالروسية: Виктор Феликсович Вексельберг) ولد عام 1957 هو رجل أعمال روسي.

## حياته
ولد فيكتور فيكسيلبيرغ عام 1957 في إقليم لفوف بأوكرانيا. أبوه يهودي، وامه أوكرانية. وقتل كل اقرباءه من اسرة والده نتيجة محرقة اليهود في أوكرانيا ابان الحرب العالمية الثانية.
فيكتور فيكسيلبيرغ هو رجل الأعمال الروسي ورئيس إدارة شركة «تيومين» للنفط ورئيس شركة «رينوفا» ورئيس صندوق سكولكوفو للمبتكرات. وتقدر ثروته بحسب المعلومات التي اوردتها مجلة «فينانس» الروسية في فبراير/ شباط عام 2011 بزهاء 10.75 مليار دولار في اطار قائمة التصنيف لاغنى الأشخاص في روسيا والتي يتصدرها الملياردير فلاديمير ليسين بثروته المقدرة بـ 28.3 مليار دولار أمريكي. وقد تم «تتويج» فيكسيلبيرغ بشكل غير رسمي ملكا لصناعة الالمنيوم والتيتانيوم في روسيا.
تخرج عام 1979 من كلية الاتمتة والكومبيوتر في معهد هندسة سكك الحديد في موسكو، ثم انهى الدراسات العليا لدى مركز الحسابات في أكاديمية العلوم الروسية، وعمل في اعوام 1987 – 1990 باحثا ومديرا للمختبر في مكتب «كوناس» لتصميم المضخات. وترأس عام 1991 شركة «رينوفا» الروسية الأمريكية المشتركة.
في أكتوبر/ تشرين الأول عام 1997 تولى إدارة شركة الالومنيوم في إقليم سيبيريا والاورال. اما في سبتبمبر/ايلول عام 1997 فتم انتخابه عضوا في مجلس مدراء شركة «تيومين» للنفط التي تولى ادارتها بمنصب نائب مدير عام الشركة في يوليو/تموز عام 1998.
في أبريل/نيسان عام 1998 تم انتخابه رئيسا لمجلس المدراء في شركة «تيومين نفط -غاز» الروسية.
في سبتمبر/ايلول عام 2000 تم تعيينه مديرا عاما لشركة «سوال هولدنغ» الروسية وتولى في العام نفسه إدارة هذه الشركة بمنصب الرئيس.
في 10 نوفمبر/تشرين الثاني عام 2000 تم انتخابه عضوا في رئاسة الاتحاد الروسي لاصحاب المصانع ورجال الأعمال.
في أبريل / نيسان عام 2002 تولى فيكتور فيكسيلبيرغ إدارة شركة «تيومين» للنفط. وابتداء من مارس/آذار عام 2007 يعتبر فيكسيلبيرغ رئيسا لمجلس المدراء لشركة «الومنيوم روسيا» بصفتها أكبر شركات الالومنيوم في العالم.
يمتلك فيكسيلبيرغ في أوكرانيا 5 شركات تعمل في تسويق الغاز.
وتم تعيينه في مارس/آذار عام 2010 منسقا للقسم الروسي في مركز سكولكوفو للمبتكرات العلمية.
يعتبر فيكسيلبيرغ أكاديميا في الأكاديمية الدولية للبيئة. وقد قدم عام 2006 مساعدة مالية في ارجاع ارشيف الفيلسوف الروسي إيفان ايليين إلى وطنه الأم. وساهم فيكسيلبيرغ عام 2006 في ارجاع مجموعة بيضات عيد الفصح الامبراطورية إلى روسيا، وذلك من خلال شرائه لهذه المجموعة المتكونة من 9 قطع قام بصنعها صائغ المجوهرات الدولي المعروف فابرجه، شرائها من عائلة فوربس التي اعتبرت نفسها صاحبة لتلك المجموعة التي تقدر قيمتها ب 100 مليون دولار، وهذا الرقم يعادل المبلغ الذي دفعه رجل الأعمال الروسي رومان ابراموفيتش مقابل شراء نادي تشيلسي الإنجليزي لكرة القدم.
مُنح فيكسيلبيرغ وسام الاستحقاق من الدرجة الرابعة لقاء دوره الكبير في الحفاظ على التحف التاريخية والثقافية الروسية.
يذكر ان وزارة المالية السويسرية فتحت في أبريل/نيسان عام 2009 قضية اتهمت فيها فيكسيلبيرغ بعدم دفع الضرائب لدى شراء اسهم شركة «سولزر» التي يمتلك حصة 31% من اسهمها. واجبته على دفع غرامة قدرها 38 مليون دولار. لكنه تمكن في أغسطس/آب عام 2009 من فرض السيطرة على تلك الشركة رغم أنه لا يمتلك رزمة الاسهم المسيطرة فيها.
ووردت في مايو/آيار عام 2010 معلومات من مدينة زوريخ السويسرية التي يسكن فيها فيكسيلبيرغ انه ينوي الانتقال من تلك المدينة إلى إقليم تسوغ السوسري بسبب تغير قانون دفع الضرائب فيها.
وفيكتور فيكسيلبيرغ متزوج، ولديه ابن وبنت.

## روابط خارجية
- فيكتور فيكسيلبيرغ على موقع IMDb (الإنجليزية)
- فيكتور فيكسيلبيرغ على موقع مونزينجر (الألمانية)
- فيكتور فيكسيلبيرغ على موقع كينوبويسك (الروسية)